# Persoonia levis
Persoonia levis é uma rara espécie de arbusto pertencente à família Proteaceae. Pode ser encontrada na Nova Gales do Sul e Vitória, na Austrália.